# Agua Grande
Agua Grande är en ort i Mexiko.   Den ligger i kommunen Villa Victoria och delstaten Mexiko, i den sydöstra delen av landet, 90 km väster om huvudstaden Mexico City. Agua Grande ligger 2 828 meter över havet och antalet invånare är 794.
Terrängen runt Agua Grande är kuperad åt nordost, men åt sydväst är den platt. Runt Agua Grande är det ganska tätbefolkat, med 166 invånare per kvadratkilometer. Närmaste större samhälle är San Antonio de las Huertas, 6,3 km nordost om Agua Grande. Trakten runt Agua Grande består till största delen av jordbruksmark.